# Estilo Shingle

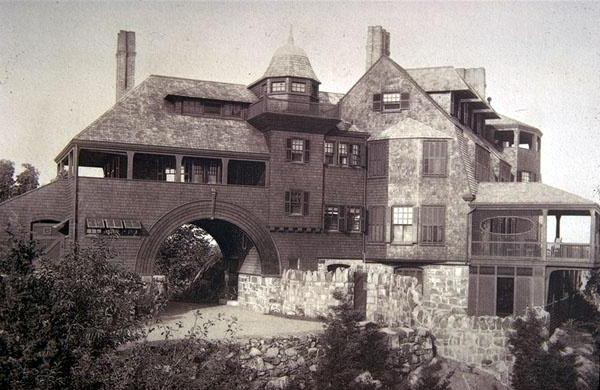
" Kragsyde ", Manchester-by-the-Sea, Massachusetts (1883–1885, demolido en 1929), Peabody y Stearns, arquitectos.

El estilo Shingle es un estilo arquitectónico estadounidense que se popularizó con el surgimiento de la escuela de arquitectura de Nueva Inglaterra, que evitó los patrones altamente ornamentados del estilo Eastlake en la arquitectura Reina Ana. Shingle en inglés significa tejuela o ripia y su nombre se explica por las tablillas de madera que forran sus fachadas, resultado de la fusión de la influencia inglesa con el renovado interés en la arquitectura colonial de Estados Unidos tras el Centenario de 1876. Se adoptaron las superficies lisas shingle de los edificios coloniales y se emuló su agrupación.
Además de ser un estilo de diseño, el estilo también transmitía una sensación de la casa como volumen continuo. Este efecto, del edificio como un envolvente de espacio, en lugar de una gran masa, se vio reforzado por la tensión visual de las superficies planas y el en general énfasis en la continuidad horizontal, tanto en los detalles exteriores y en el flujo de los espacios interiores.

## Historia

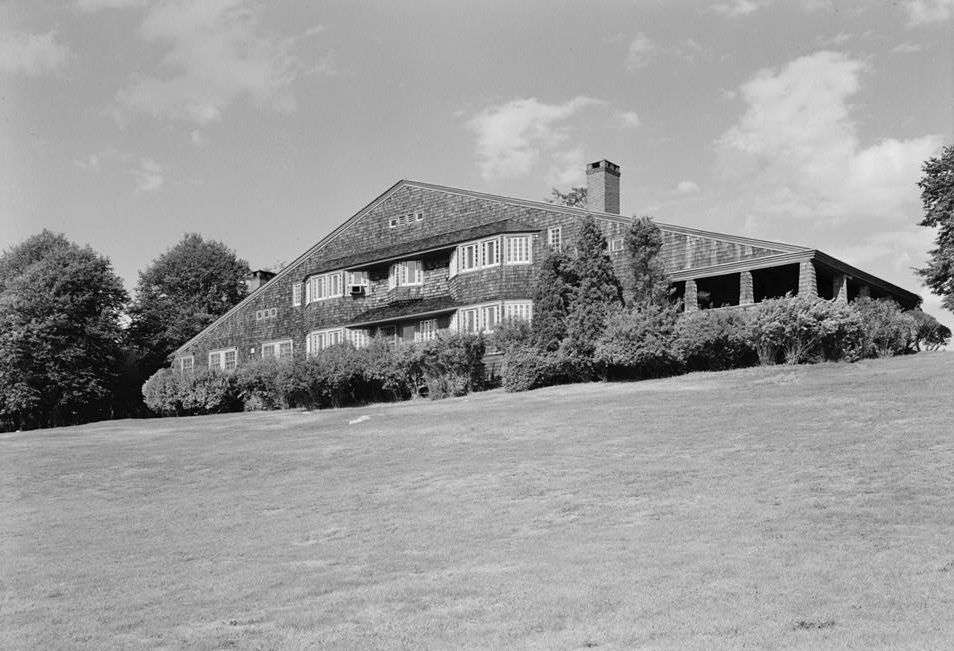
William G. Low House, Bristol, Rhode Island (1886–87, demolida en 1962), McKim, Mead & White, arquitectos. Ahora, un ícono de la arquitectura estadounidense, Low House era relativamente oscuro en el momento de su demolición en 1962.

McKim, Mead and White y Peabody and Stearns fueron dos de las firmas notables de la época que ayudaron a popularizar el estilo shingle, a través de sus encargos a gran escala de "cabañas junto al mar" de los ricos y acomodados en esos lugares. como Newport, en Rhode Island y el pueblo de East Hampton en el extremo sureste de Long Island. Quizás la casa de estilo shingle más famosa construida en Estados Unidos fue "Kragsyde" (1882), la casa de verano encargada por el bostoniano G. Nixon Black, de Peabody and Stearns. Kragsyde se construyó sobre la costa rocosa de la costa cerca de Manchester-By-the-Sea, Massachusetts, y encarnaba todos los principios posibles del estilo shingle. La William G. Low House, diseñada por McKim, Mead & White y construida en 1887, es otro ejemplo notable.
Muchos de los conceptos del estilo Shingle fueron adoptados por Gustav Stickley y adaptados a la versión estadounidense del Arts and Crafts Movement. Además, hay varios otros estilos notables de arquitectura victoriana, que incluyen el estilo italiano, el segundo imperio, el folk y el renacimiento gótico.
Algunas concentraciones de arquitectura de estilo shingle se enumeran en el Registro Nacional de Lugares Históricos. Los distritos históricos importantes incluidos en la lista incluyen.
- Distrito histórico de Bay Head en Bay Head, Nueva Jersey, con varias docenas de casas shingle
- Casas en el distrito histórico de Sycamore, en Sycamore, Illinois
- Fenwick Historic District, quizás la concentración más grande de Connecticut, con 17
- Distrito histórico de la Asociación de Montauk, en Long Island
- Casas en el distrito histórico de Glen Ridge, Nueva Jersey

El estilo fue nombrado, junto con el Stick Style, por el historiador de la arquitectura de la Universidad de Yale Vincent Scully en su tesis doctoral de 1949 The Cottage Style. A esto le siguieron varios artículos de revistas sobre el tema, que culminaron en The Shingle Style with the Stick Style de Scully en 1971 y The Shingle Style Today en 1974.

## Características
Los arquitectos del estilo shingle emularon las superficies lisas y con tejas de las casas coloniales, así como su agrupación, ya sea en el único y exagerado frontón de McKim Mead y la Low House de White en la compleja masa de Kragsyde. Esta impresión del paso del tiempo se ve reforzada por el uso shingle. 
Las casas de estilo shingle a menudo usan un techo abuhardillado o a cuatro aguas. Así, estas casas emanan una masa más pronunciada y un mayor énfasis en la horizontalidad.

## Estilo shingle por fuera de Estados Unidos
El estilo shingle finalmente se extendió más allá de América del Norte. En Australia, fue introducido por el arquitecto canadiense John Horbury Hunt en el siglo XIX. Algunas de sus casas estilo Shingle sobreviven y están catalogadas como patrimonio. Algunos de sus ejemplos más notables del estilo son Highlands, una casa en el suburbio de Wahroonga en Sídney, y Pibrac, en el suburbio cercano de Warrawee. Esta última casa ha aparecido en un comercial de televisión. Gatehouse, también en Wahroonga, no fue uno de los diseños de Hunt, pero está catalogado como patrimonio.

## Ejemplos del estilo shingle

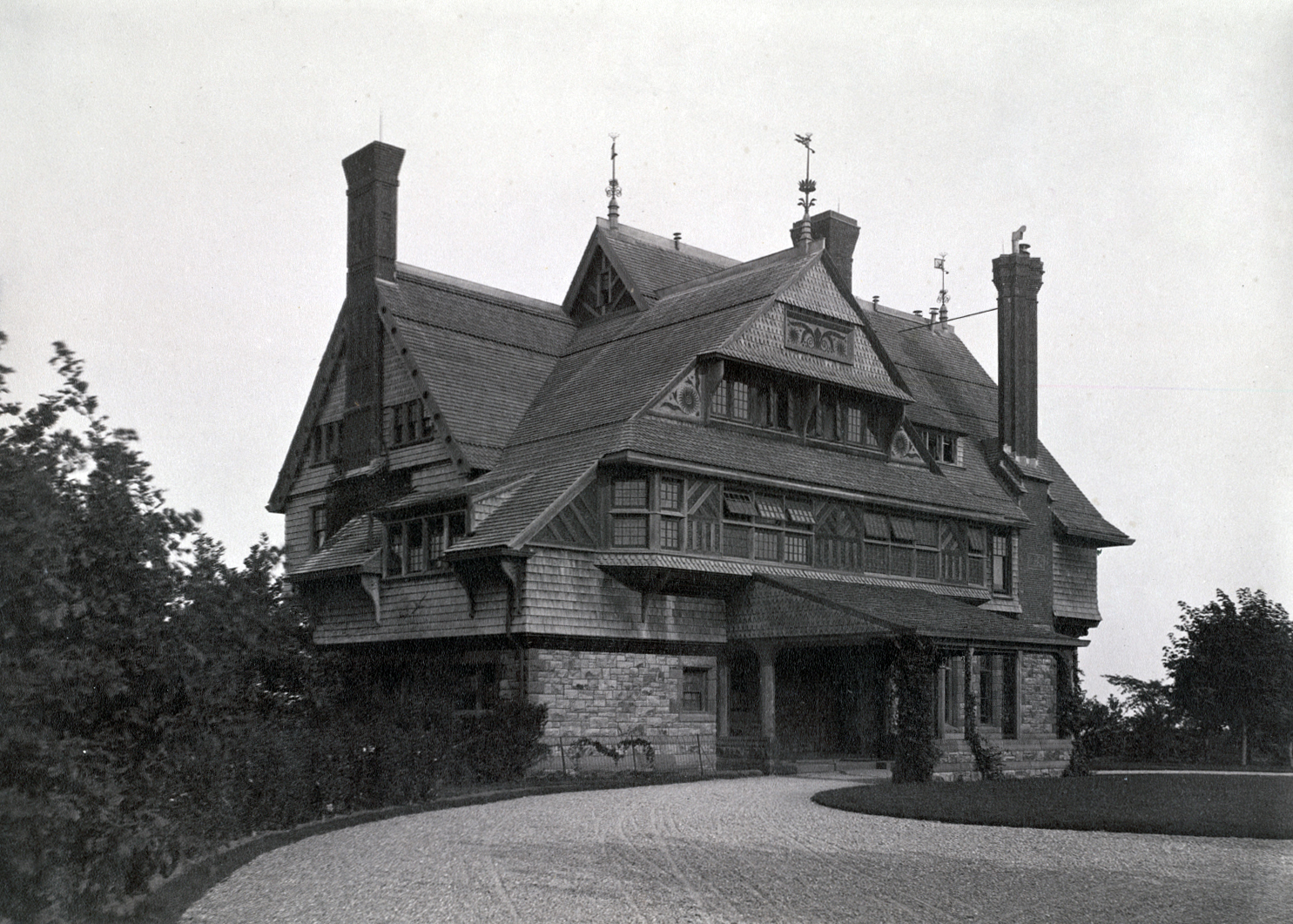
William Watts Sherman House, Newport, Rhode Island (1875–76), Henry Hobson Richardson, arquitecto.
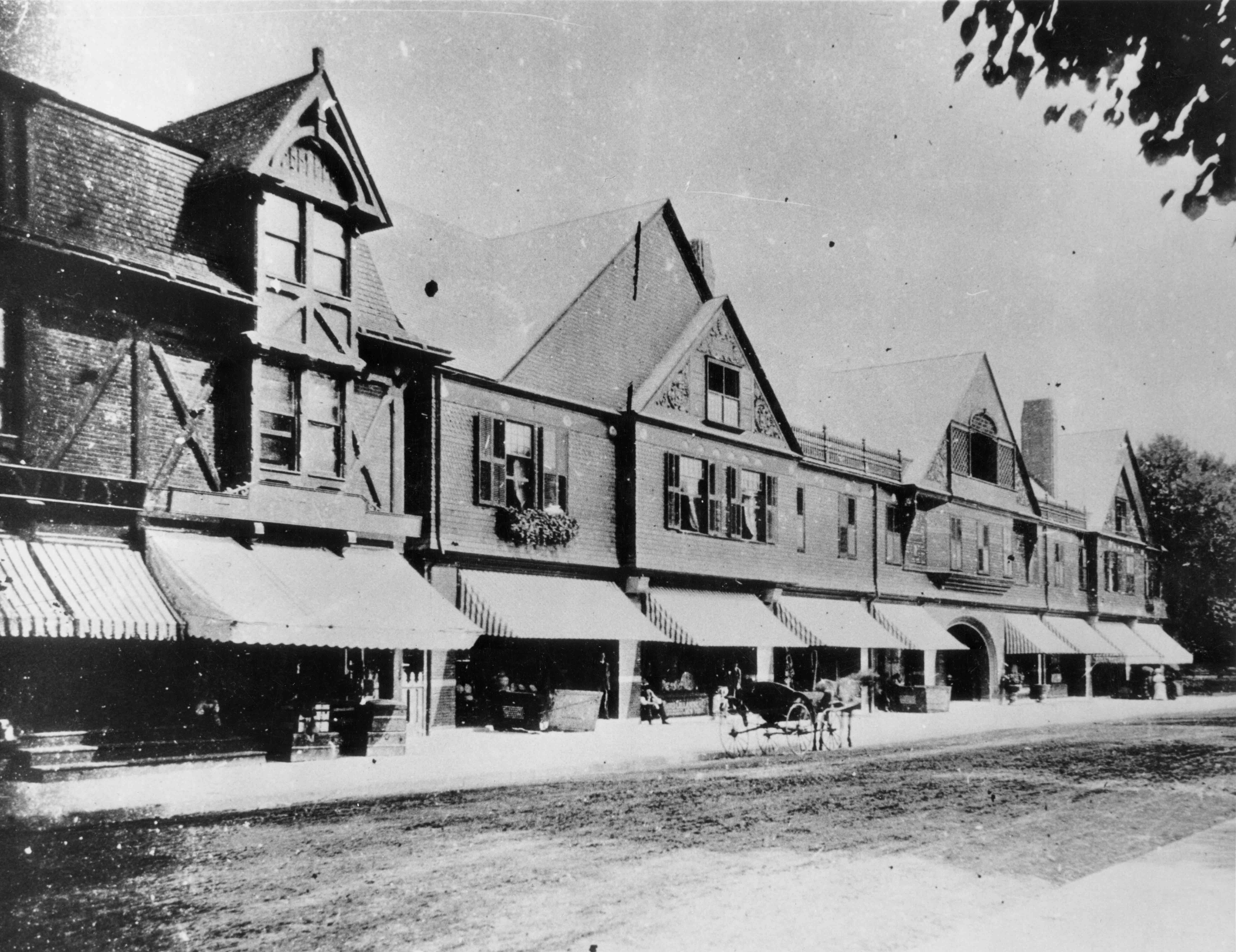
Newport Casino, Newport, Rhode Island (1879), McKim, Mead & White, arquitectos.
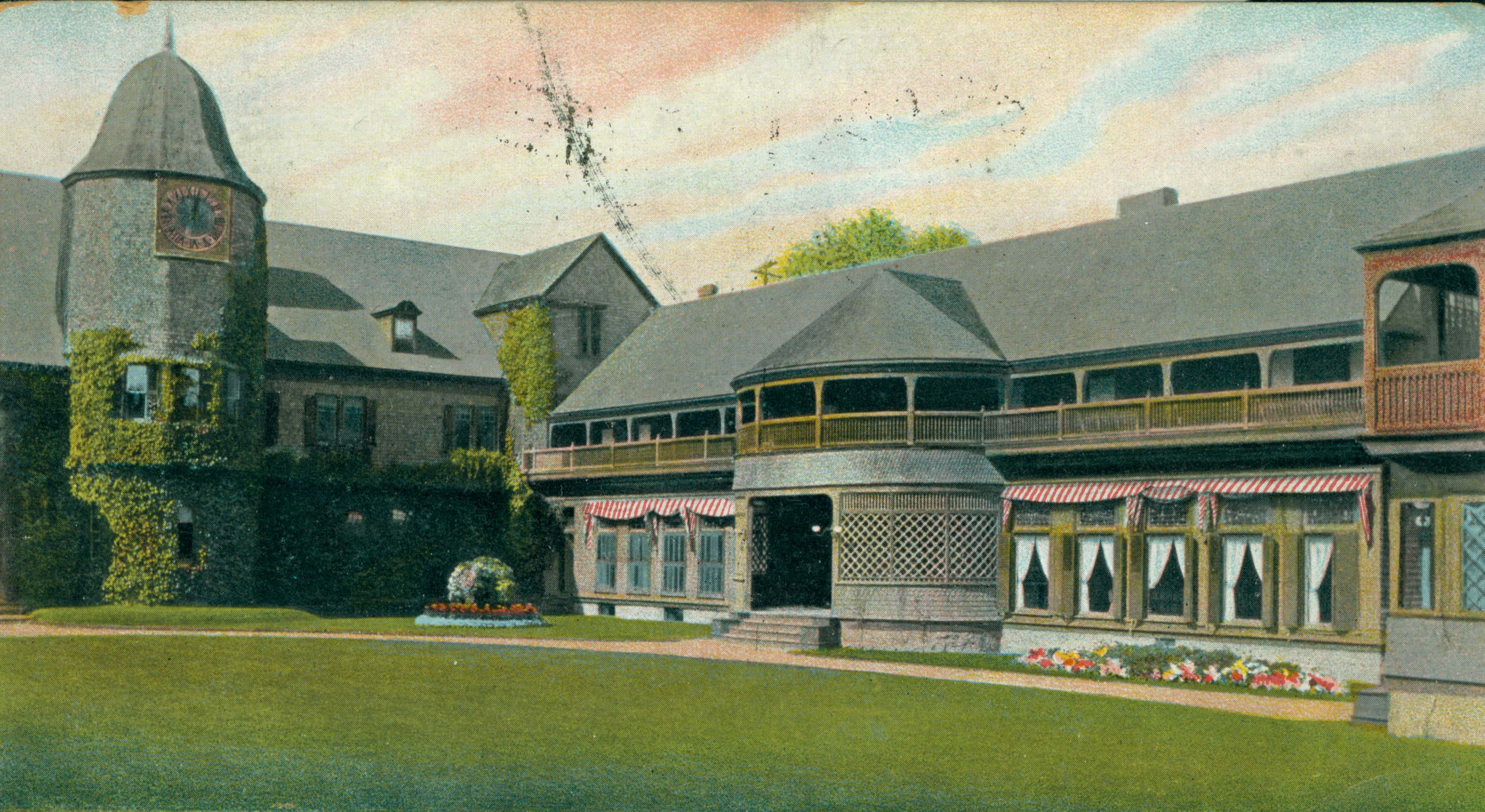
Horseshoe Courtyard, Newport Casino, Newport, Rhode Island (1879), McKim, Mead & White, arquitectos. Circa-1900 po
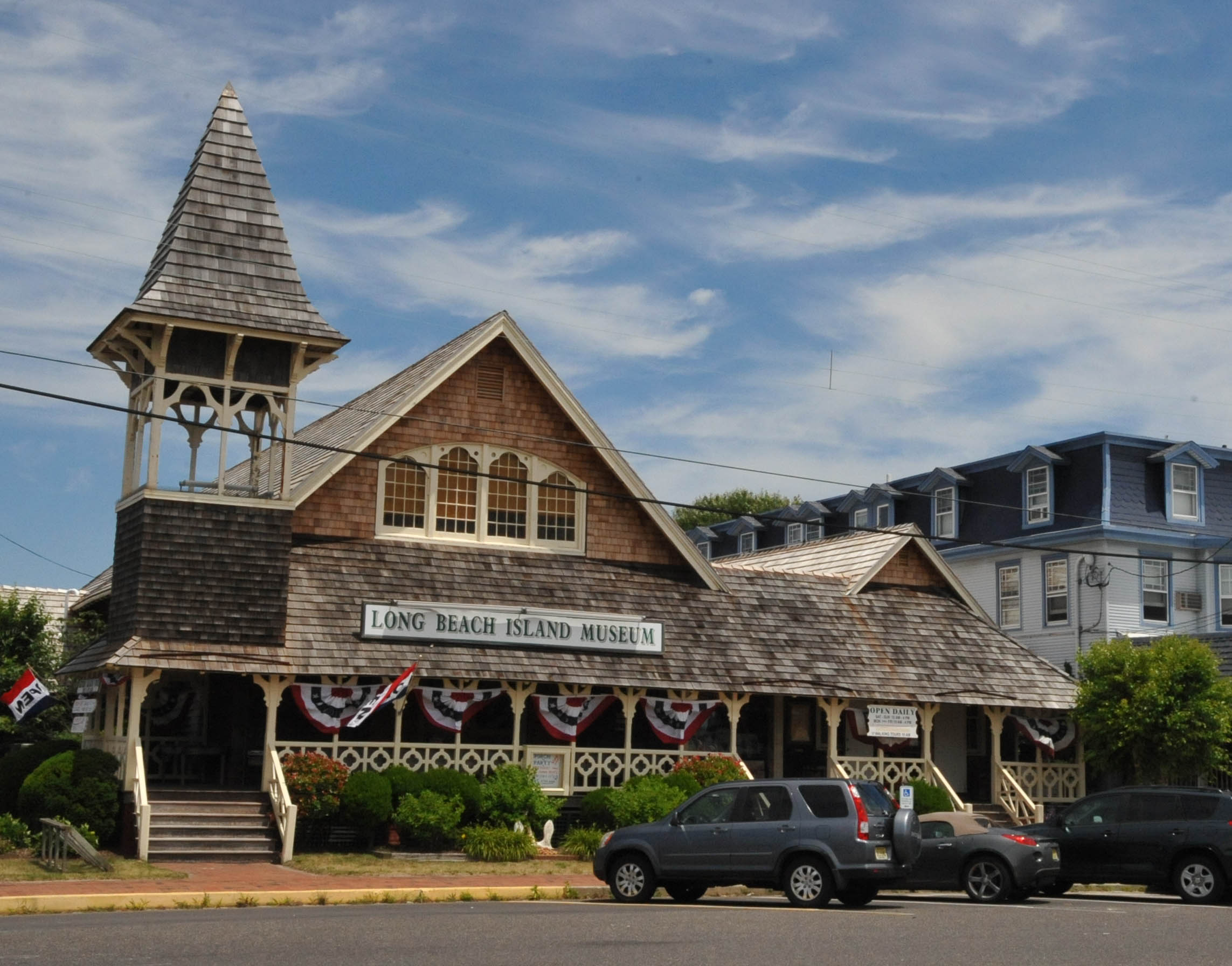
Iglesia Episcopal de los Santos Inocentes, Beach Haven, Nueva Jersey (1881–82), Wilson Brothers & Company, arquitectos.
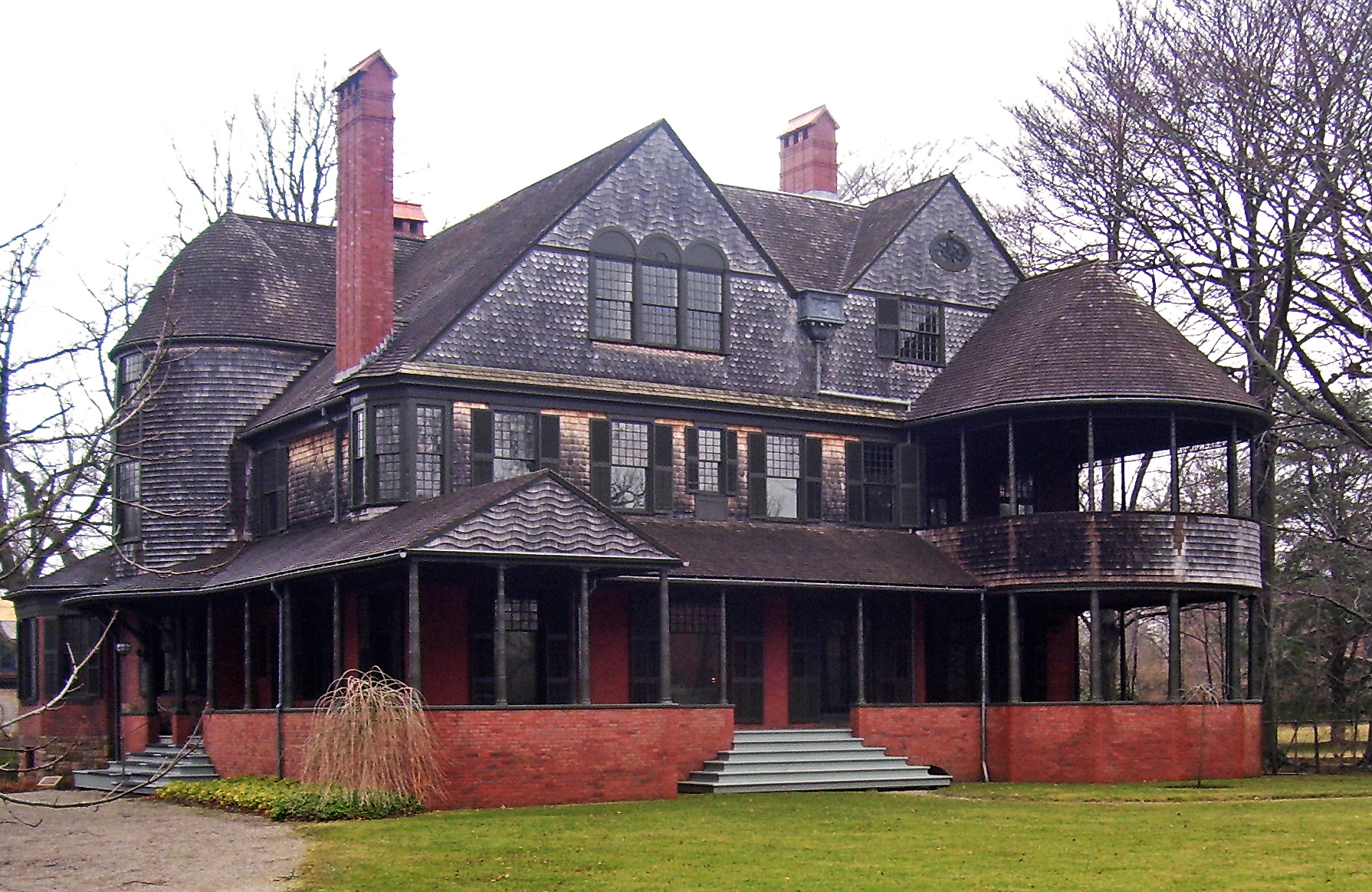
Isaac Bell House, Newport, Rhode Island (1882), McKim, Mead & White, arquitectos.
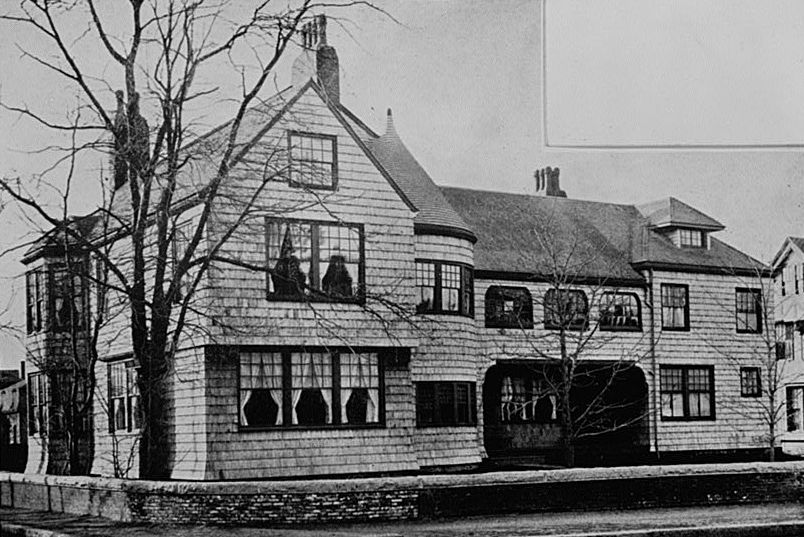
Mary Fiske Stoughton House, Cambridge, Massachusetts (1882–83), Henry Hobson Richardson, arquitecto.
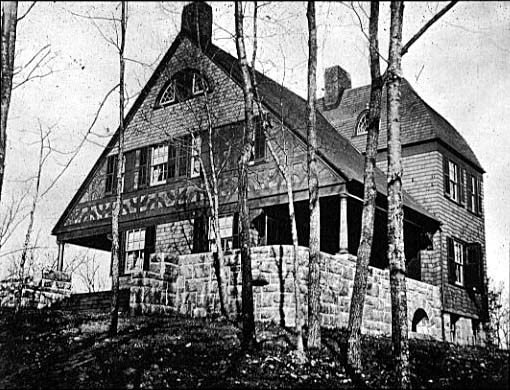
William Kent Cottage, Tuxedo Park, Nueva York (1886, demolido), Bruce Price, arquitecto.
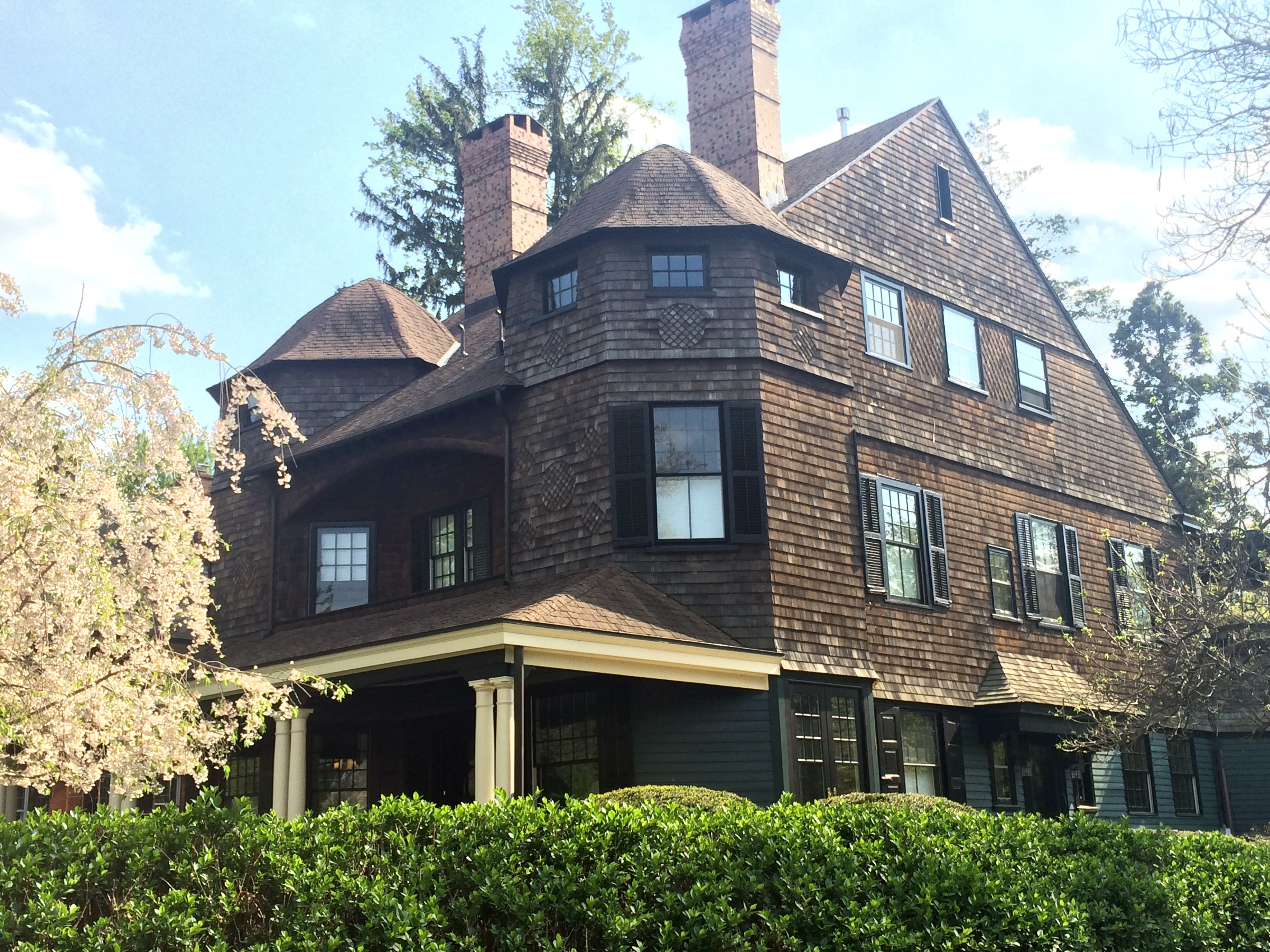
La casa de William Berryman Scott (1888), diseñada por A. Page Brown, en 56 Bayard Lane, Princeton, Nueva Jersey en el distrito histórico de Princeton
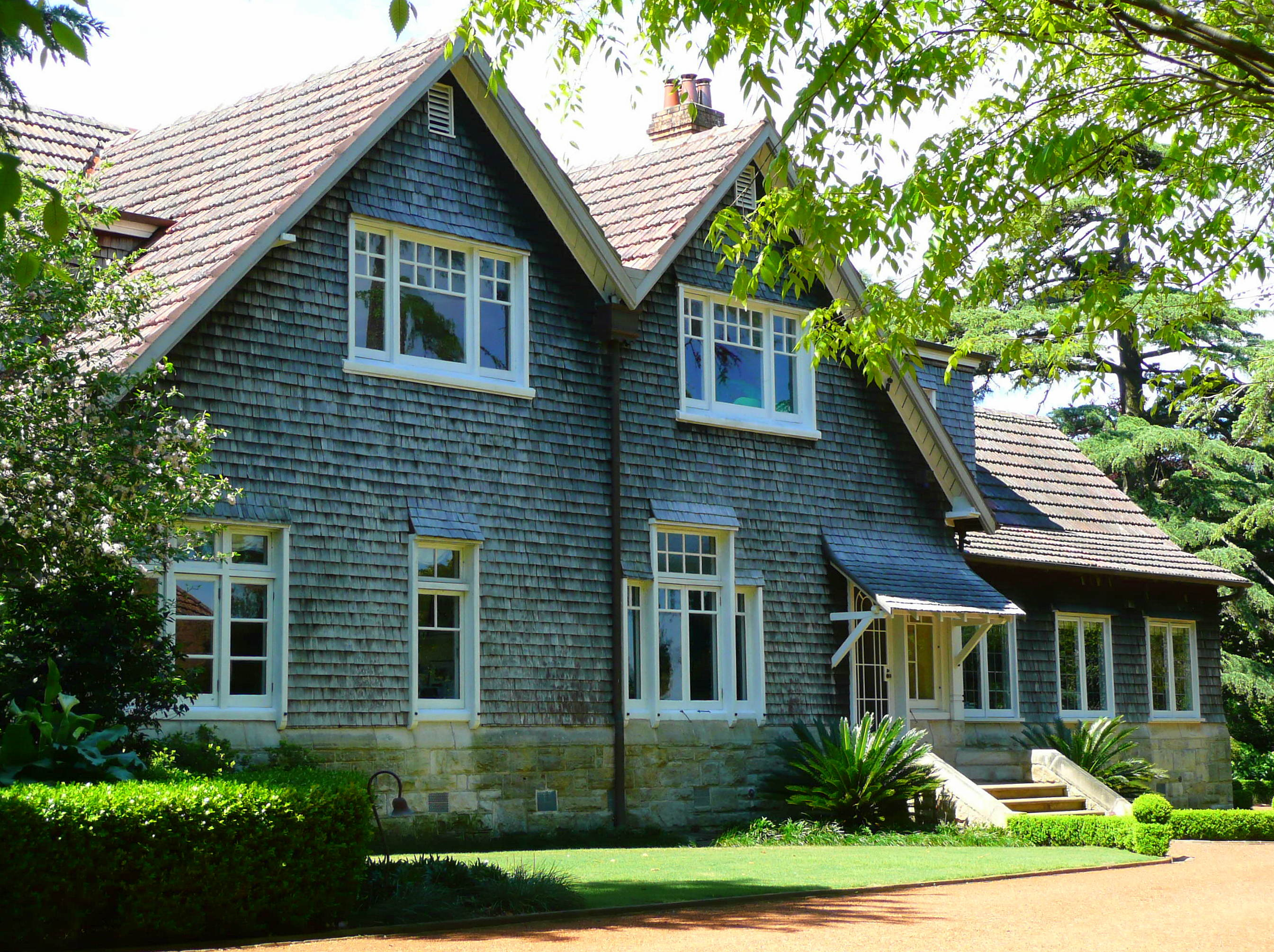
Pibrac (1888), Sídney, Australia, John Horbury Hunt, arquitecto
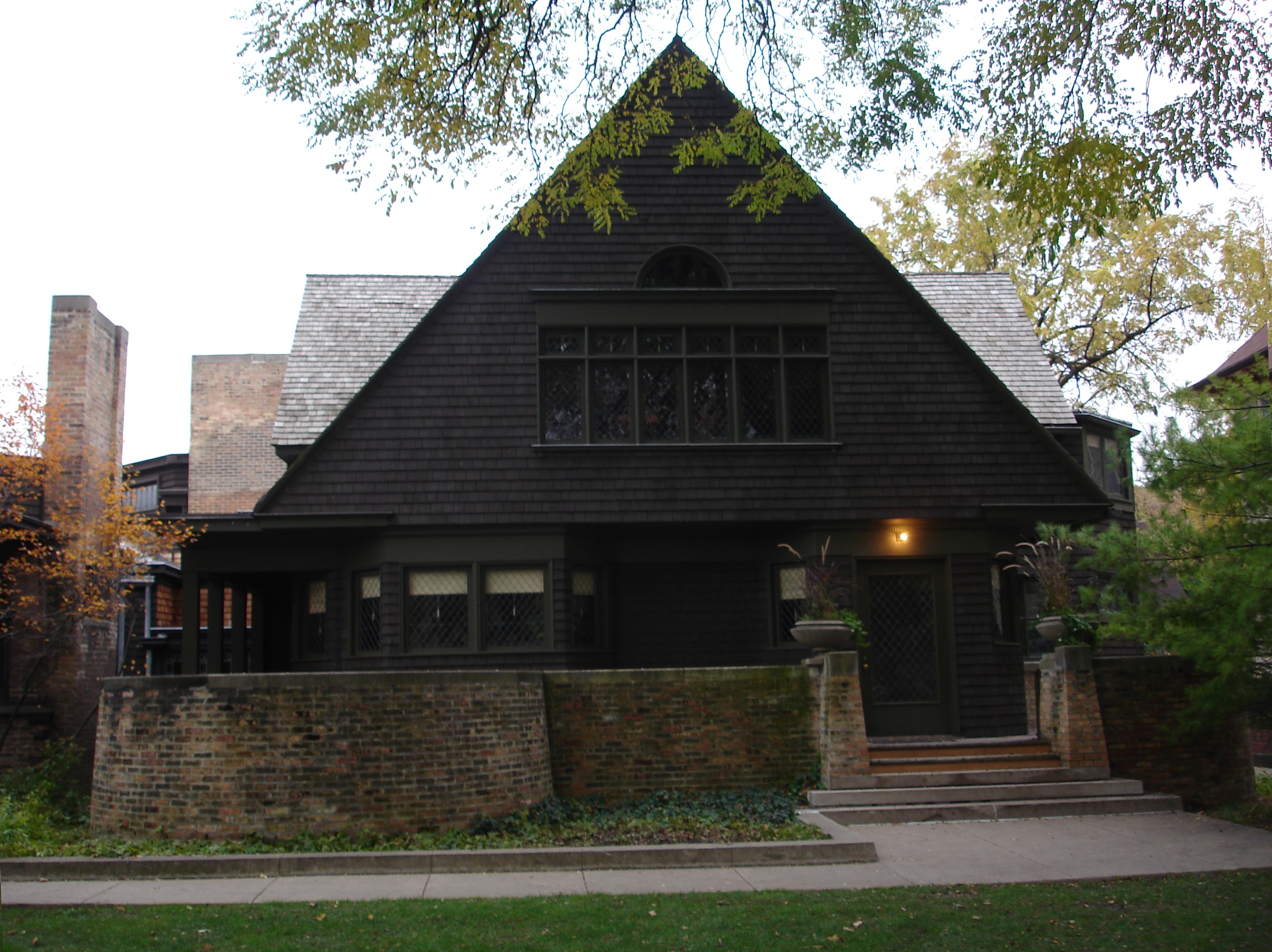
Casa y estudio de Frank Lloyd Wright, Oak Park, Chicago, Illinois (1889), Frank Lloyd Wright, arquitecto.
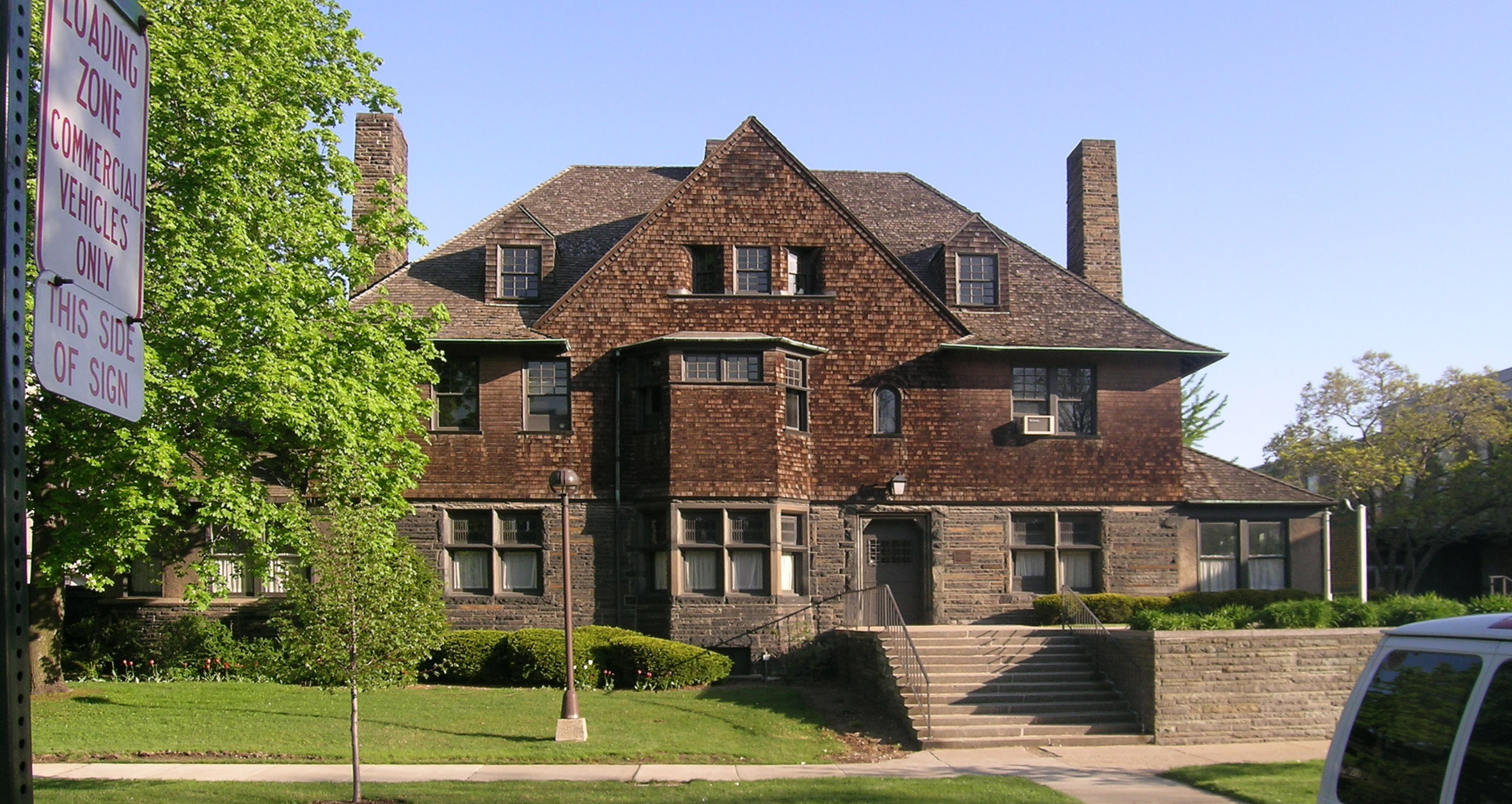
Charles Lang Freer House, Detroit, Míchigan (1890), Wilson Eyre, arquitecto.
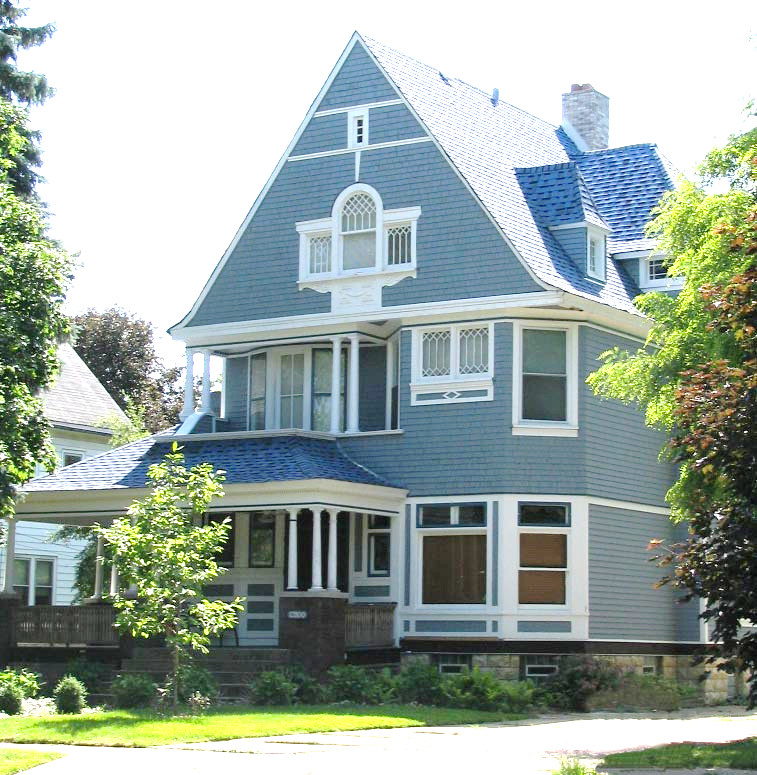
Casa de Harry y Stella Massey, Blue Island, Illinois (1890) August Fiedler, arquitecto
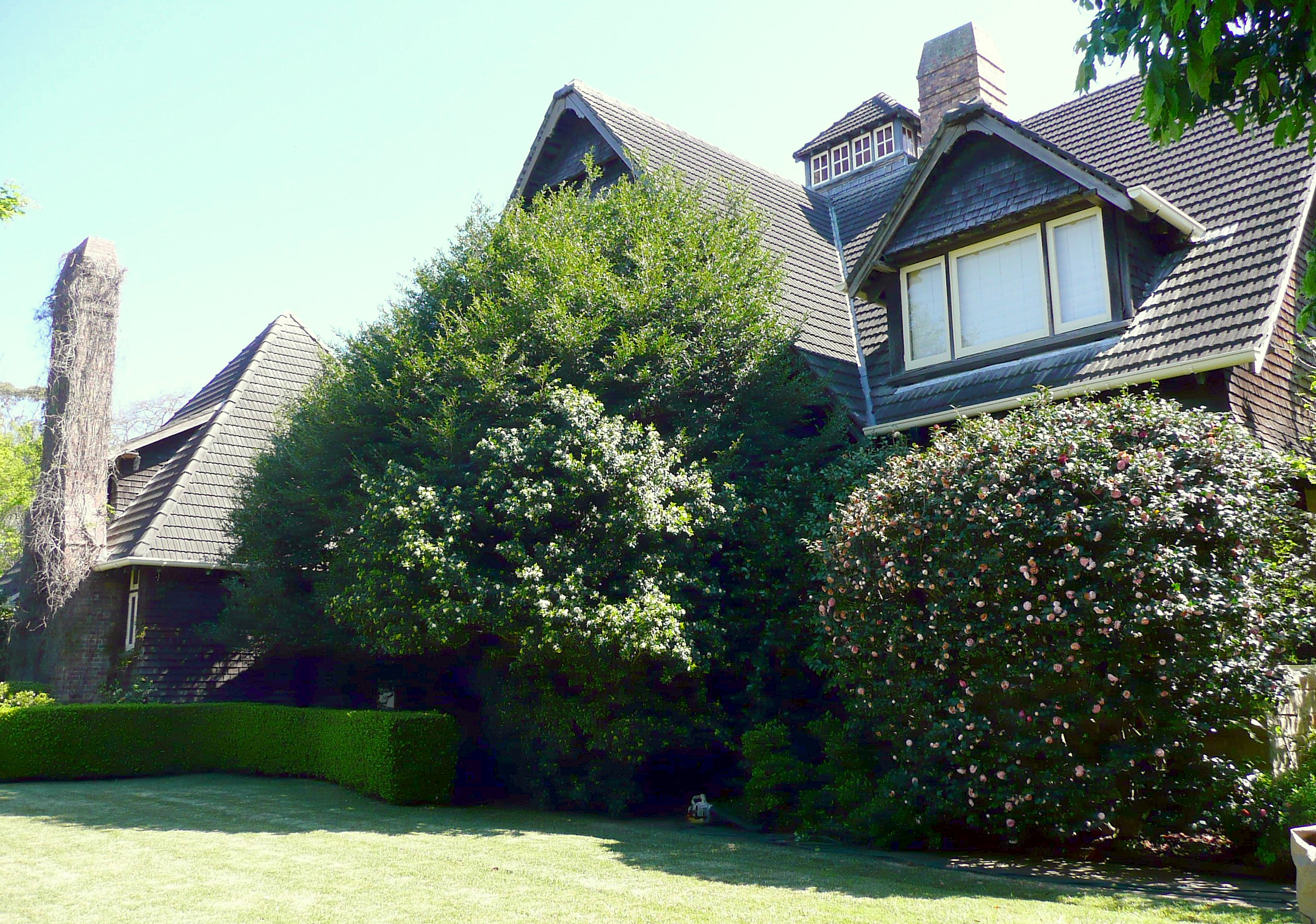
Highlands (1891), Sydney, Australia, John Horbury Hunt, arquitecto
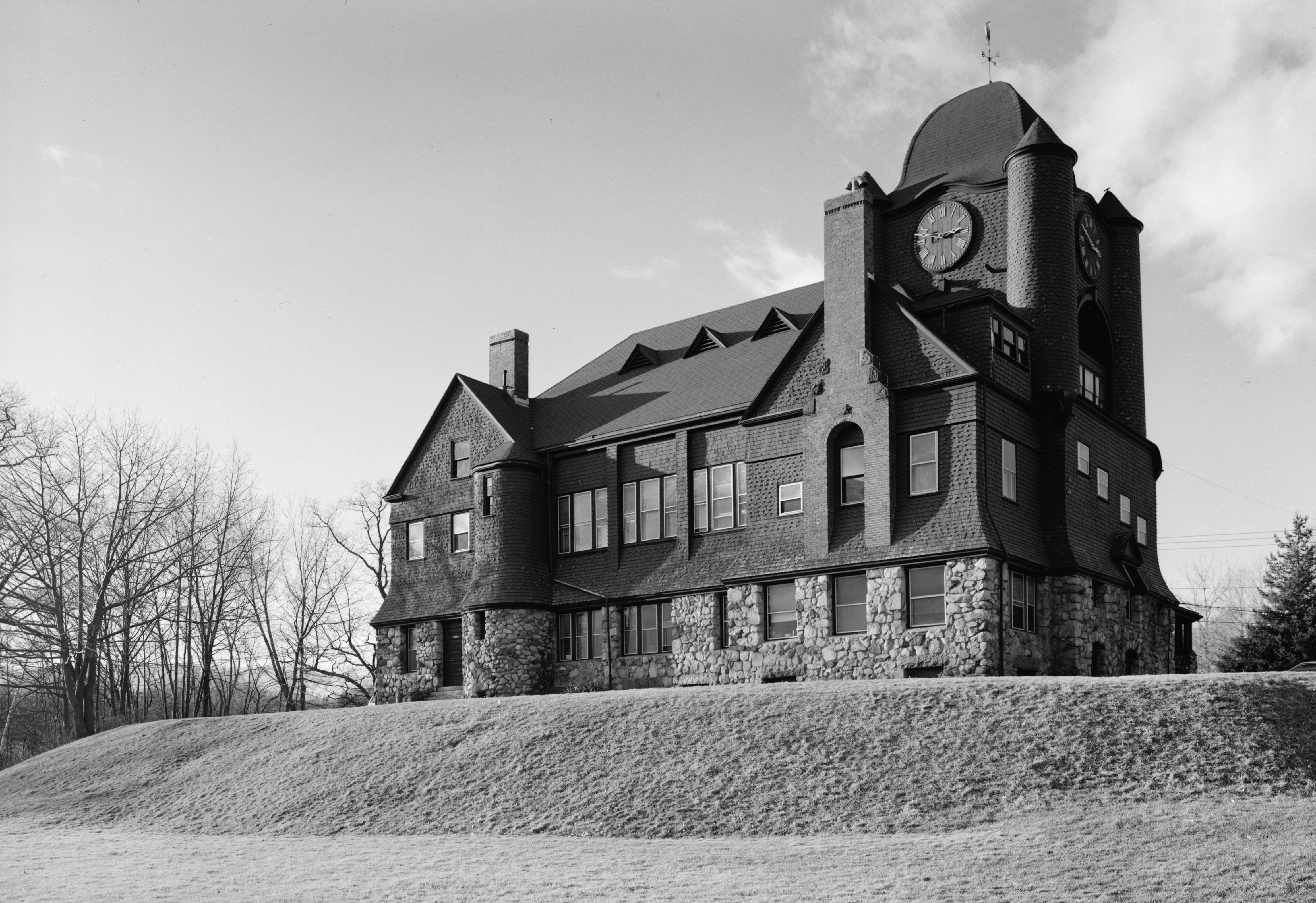
Ayuntamiento de Essex y Biblioteca TOHP Burnham, Essex, Massachusetts (1893–94), Frank W. Weston, arquitecto.
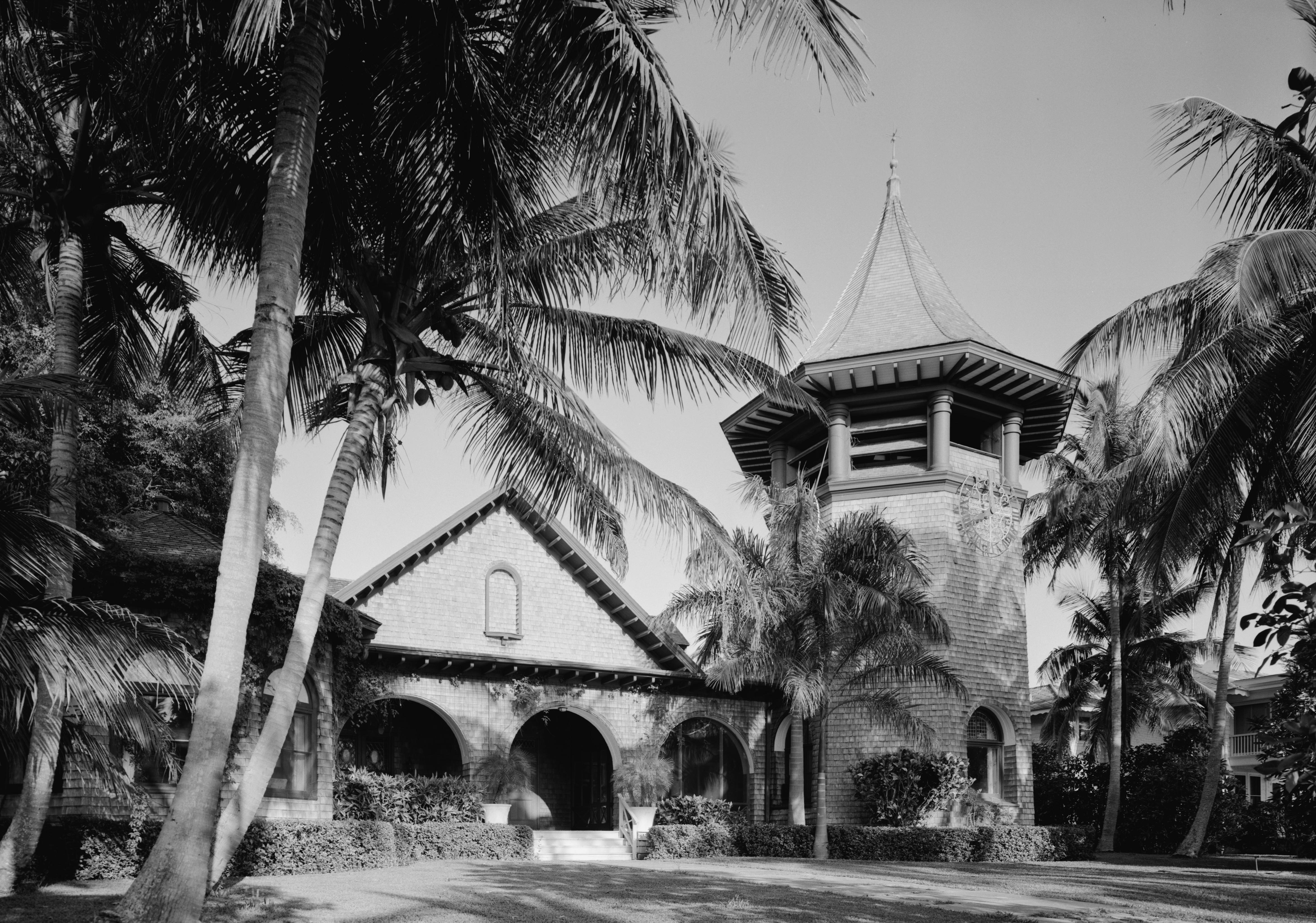
Iglesia Episcopal Bethesda-by-the-Sea, Palm Beach, Florida (1895), John H. Lee, arquitecto.
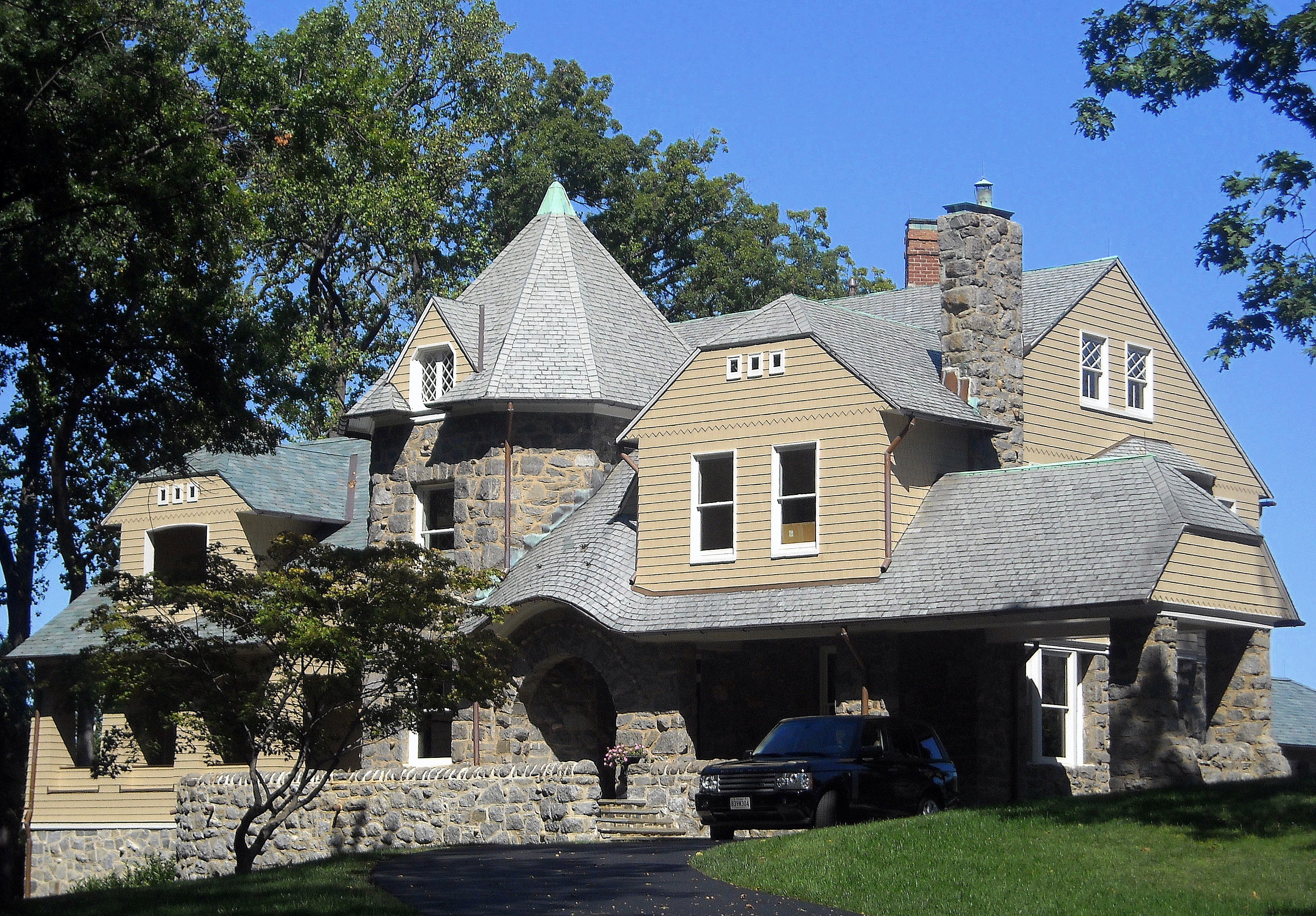
Owl's Nest (también conocido como Crounse House), Washington D. C. (1897), Appleton P. Clark, Jr., arquitecto.
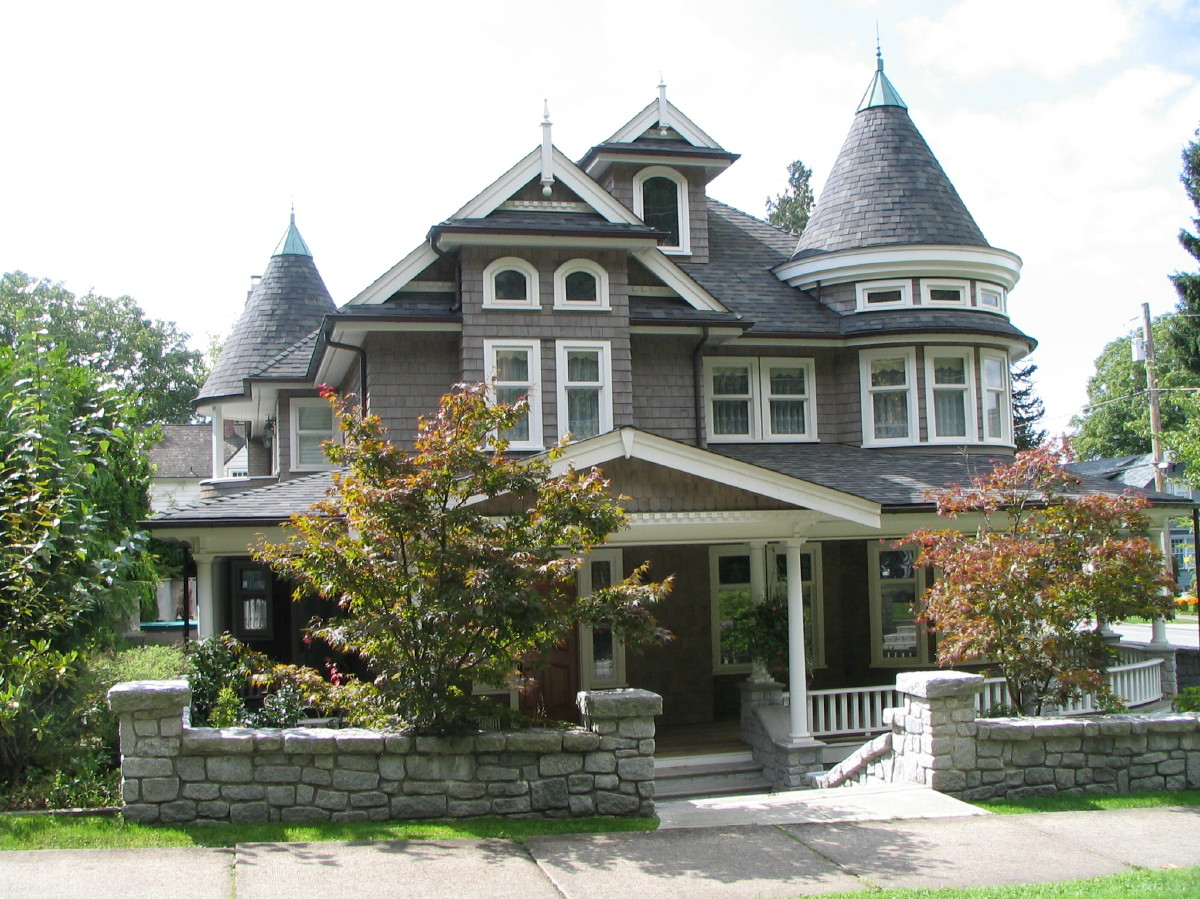
Réplica moderna de una casa estilo tejas (c. 2004), frente a Queen's Park, New Westminster, Columbia Británica.
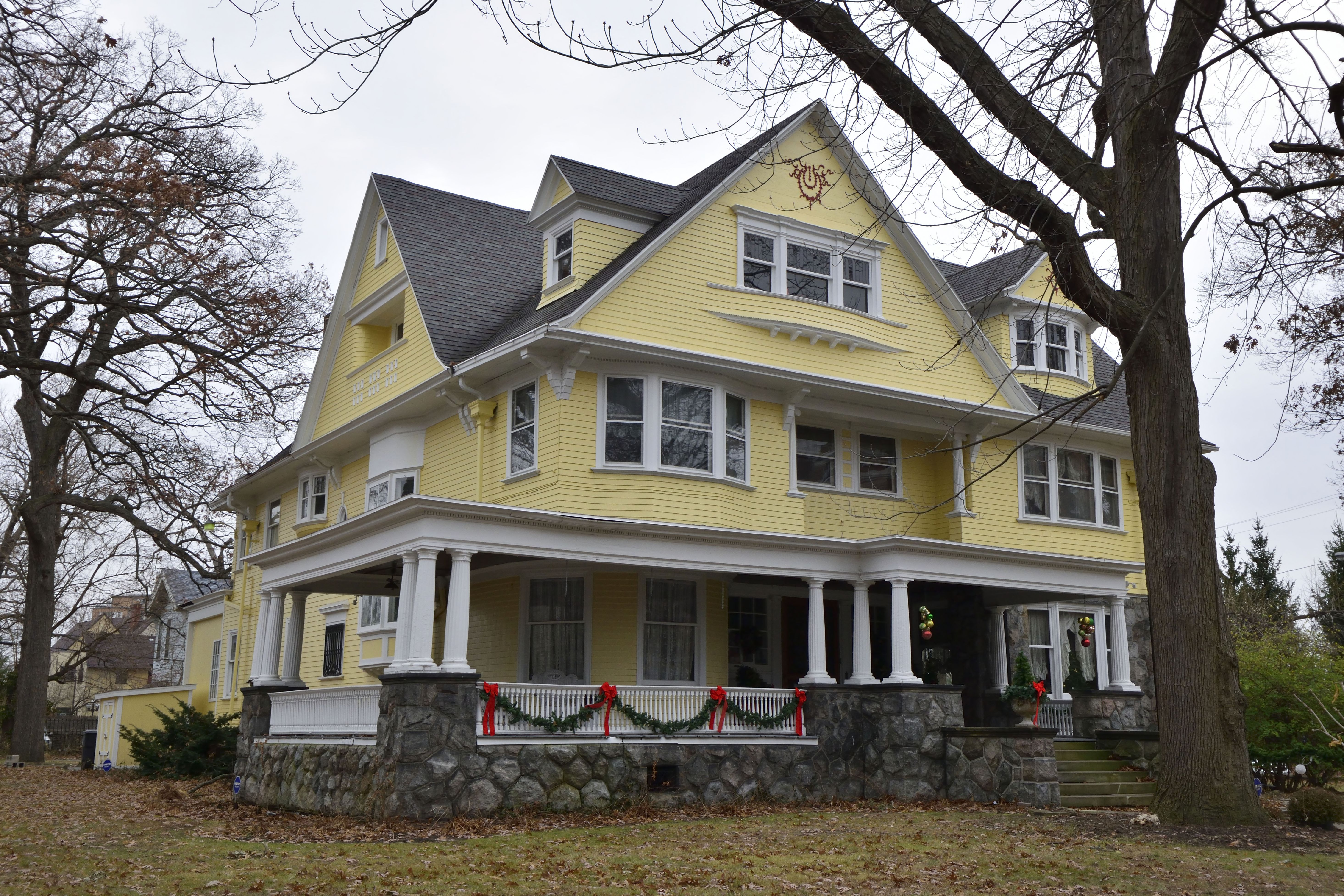
Edward D. Libbey House en Toledo, Ohio, un ejemplo de estilo Shingle con elementos arquitectónicos del Renacimiento colonial, 2018